# Корнегрызы
Корнегрызы (лат. Rhizotrogus) — род пластинчатоусых жуков из подсемейства хрущей.

## Описание

### Взрослый
Размеры от малого до среднего. У них обычно прочное цилиндрическое тело овальной формы и обычно коричневый окрас, который может варьировать в зависимости от вида. Род Rhizotrogus можно узнать по шипам на спине и форме задних голеней.

### Личинка
Личинки имеют вид белых «С»-образных червей с склерифицированной головой и тремя парами ног. По бокам у них есть ряды хитиновых дыхалец.

## Биология
Период появления зависит от исследуемых видов, даже если большинство из них можно встретить ранней весной, как в случае с Rhizotrogus aestivus, или летом. У некоторых видов взрослые особи вообще не питаются. Личинки развиваются в почве и питаются корнями травянистых растений.

## Виды
- Rhizotrogus aestivus (Olivier, 1789)
- Rhizotrogus almeriensis Baraud, 1970
- Rhizotrogus angelesae Galante, 1981
- Rhizotrogus camerosensis Baguena-Corella, 1955
- Rhizotrogus chevrolati Graells, 1858
- Rhizotrogus coiffaiti Baraud, 1979
- Rhizotrogus creticus Brenske, 1891
- Rhizotrogus flavicans Blanchard, 1850
- Rhizotrogus granatensis Baguena-Corella, 1955
- Rhizotrogus iglesiasi (Baguena-Corella, 1955)
- Rhizotrogus marginipes Mulsant, 1842
- Rhizotrogus mascarauxi Desbrochers, 1895
- Rhizotrogus monticola Blanchard, 1850
- Rhizotrogus nevadensis Reitter, 1902
- Rhizotrogus pallidipennis Blanchard, 1850
- Rhizotrogus parvulus Rosenhauer, 1858
- Rhizotrogus ribbei Reitter, 1908
- Rhizotrogus romanoi Sabatinelli, 1975
- Rhizotrogus rosalesi Fairmaire, 1862
- Rhizotrogus sassariensis Perris, 1870
- Rhizotrogus siculus Baraud, 1970
- Rhizotrogus villiersi Baraud, 1970